# Mughiphantes pyrenaeus
Espèce
Synonymes
- Lepthyphantes pyrenaeus Denis, 1953

Mughiphantes pyrenaeus est une espèce d'araignées aranéomorphes de la famille des Linyphiidae.

## Distribution
Cette espèce est endémique du Midi-Pyrénées en France. Elle se rencontre en Hautes-Pyrénées.

## Étymologie
Son nom d'espèce lui a été donné en référence au lieu de sa découverte, les Pyrénées.

## Publication originale
- Denis, 1953 : Araignées des environs du Marcadau et du Vignemale (Hautes-Pyrénées). Bulletin de la Société d'Histoire naturelle de Toulouse, vol. 88, p. 83-112.